# 熊野速玉神社のナギ

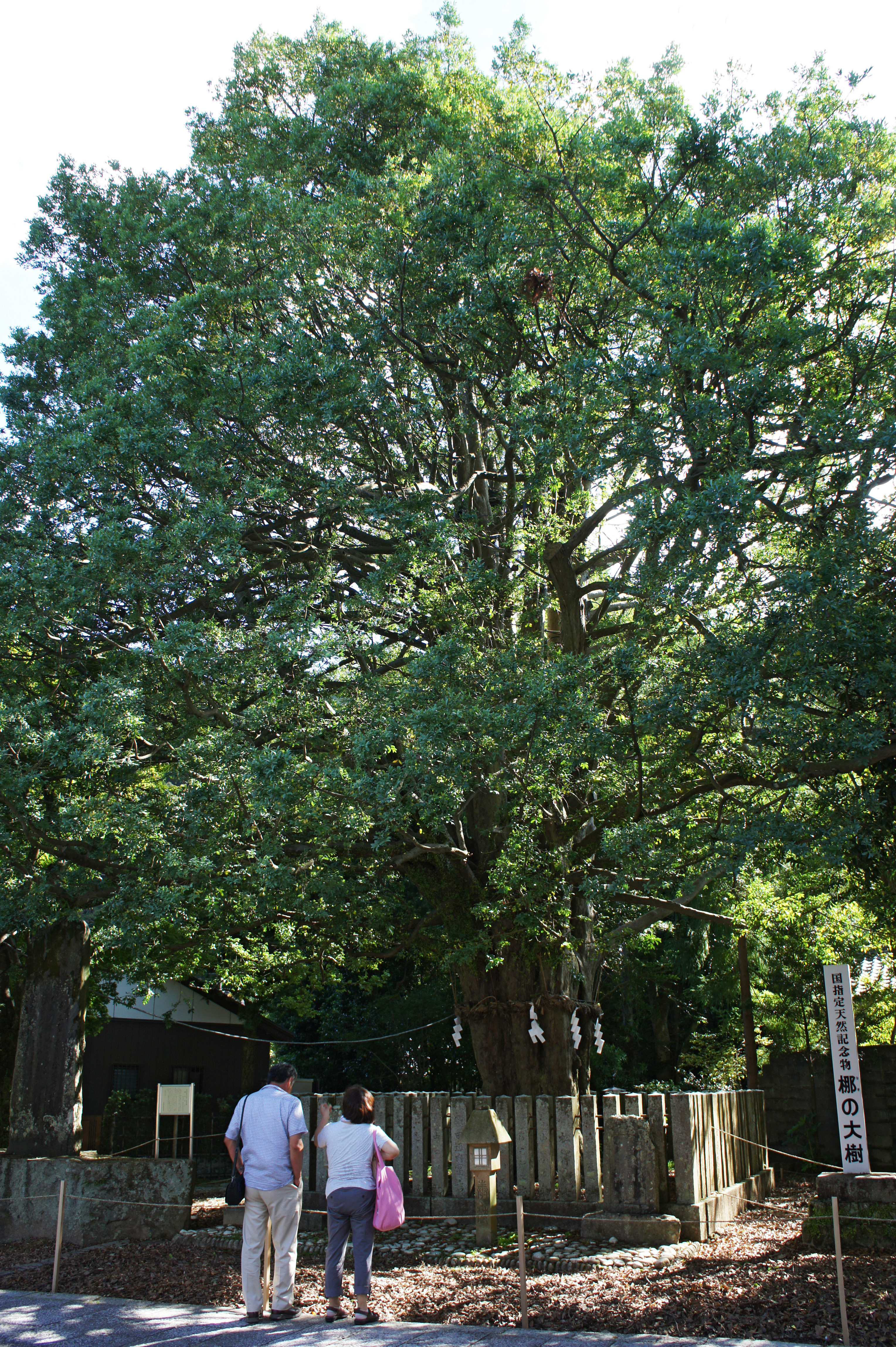
熊野速玉神社のナギ。
2010年7月17日撮影。

熊野速玉神社のナギ（くまのはやたまじんじゃのナギ）は、和歌山県新宮市新宮の熊野速玉大社境内にある、国の天然記念物に指定されたナギ（梛）の巨樹である。
日本国内有数の規模を誇るナギの巨樹であり、1940年（昭和15年）2月10日に国の天然記念物に指定された。また、1990年（平成2年）に開催された「国際花と緑の博覧会」に合わせ企画された「新日本名木100選」のひとつにも選定されている。
国の天然記念物に指定された「ナギ」は、生育地として指定されたものが2件と、単体の樹木として指定されたもの2件の合計4件あり、このうち熊野速玉神社のナギは単体樹木として国の天然記念物に指定されている。平重盛が「お手植え」したという伝承があるほど古い歴史と由緒のある老樹であり、ユネスコの世界遺産『紀伊山地の霊場と参詣道』の構成資産・大峯奥駈道の一部、熊野速玉大社のご神木でもある。

## 解説

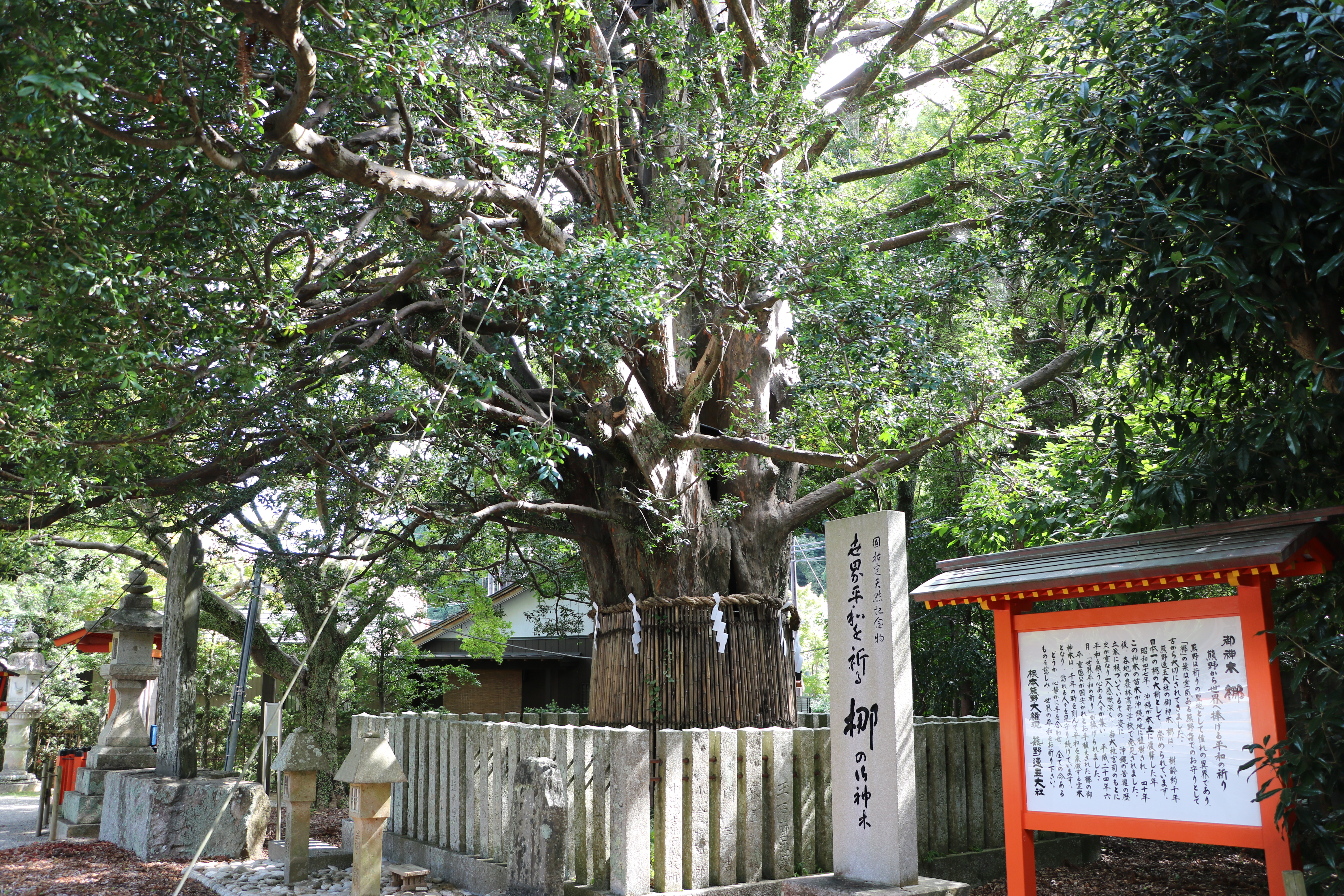
熊野速玉神社のナギ。幹に複数の縦溝があることが分かる。
2019年8月11日撮影。

熊野速玉神社のナギは、和歌山県南東部の新宮市新宮の熊野速玉大社境内に生育するナギ（梛）の巨樹老木で、速玉大社が所蔵する古神宝類を納めた熊野神宝館の向かい側、神門へ向かう参道の左手に生育している。
世界遺産『紀伊山地の霊場と参詣道』の構成資産でもある同社は、今日では一般的に「熊野速玉大社」と呼ばれているが、当樹木の文化庁による国の天然記念物としての指定名称は「熊野速玉神社のナギ」である。これは天然記念物に指定された1940年（昭和15年）当時の旧社名「熊野速玉神社」が冠されたまま、今日に至るまで名称が変更されていないためであり、国の天然記念物に指定されている同様の例としては、奈良県奈良市の「春日大社」境内にある「春日神社境内のナギ樹林」、福岡県太宰府市の「太宰府天満宮」境内にある「太宰府神社のクス」がある。
ナギはマキ科ナギ属の常緑香木で、樹高は20メートルほどになり、葉の形から広葉樹のように見えるが針葉樹である。ナギは凪に通じることから、航海安全の木として信仰され、熊野神社及び熊野三山系の神社では神木とされ神聖視されており、雌雄異株であるため雄雌一対で植樹されていることが多く、熊野速玉神社のナギは雄木（雄株）である。
その大きさは、根回り約5.45メートル、目通り幹囲約4.45メートル、樹高は約17．6メートルに達する日本国内最大のナギのひとつであるが、複数の株が癒着し合体したものと推定されている。
ナギの木を主体とする森林として日本国内最大の規模の純林は、前述した「春日神社境内のナギ樹林」であるが、多数生育するナギの純林内を、枯死した株も含め、くまなく調査した結果、最大の個体は老樹のため朽ちた幹囲3.94メートルの株であったことから、4.45メートルの幹囲をもつ速玉神社のナギが、1本の単独株とは考え難いことに加え、速玉大社のナギの幹の表面には複数の縦溝が見られ、中軸となる主幹が見当たらないことから、このナギは1つの株ではなく、複数の株が合着、癒着したものと考えられた。北側から見ると幹が東西に分かれて、それぞれが枝を出しているため、これらは別の株のようにも見えるが、北側以外の側面から見ると、おおよそ5つの株が合着したようにも見える。しかし不思議なことに、合着したものだとしても、これらの株はすべて雄株であることが確認されていて、植物学者の菅沼孝之は「偶然とはいえ、数株すべてが同一の性というのも神木ならではということか。」と述べている。
前述したようにナギは熊野信仰、熊野権現の象徴として古くより神木として丁重に扱われてきた経緯から、様々な文献史料上にも記されており、その代表的なものが平重盛による速玉大社のナギの手植え伝承である。
平家物語によれば、1159年（平治元年）12月初旬、熊野詣に向かう平清盛と重盛の親子が九十九王子のひとつ切目王子（現、和歌山県日高郡印南町）付近を通過する際、2人の元へ京から早馬が駆け付け、源義朝による挙兵の報を受けた。このまま熊野詣の参拝を続けるのか京に引き返すのか清盛は迷ったが、息子の重盛は引き返すことを主張したため、その場の切目王子に戦勝を祈願し、熊野権現の神木であるナギの葉を鎧の射向（いむけ）の袖に挿し、一行は急いで京へ引き返し、清盛と重盛親子の平家軍は、頼朝の起こした動乱を鎮圧し勝利をおさめた。これが後の世で言う平治の乱であるが、戦いの後に重盛は改めて熊野詣に向かい、感謝の意を込め、自ら熊野速玉大社の境内へナギを植えたと言い、これが今日の熊野速玉神社のナギであるという。この伝承の内容は史料によって若干の相違があり、清盛と重盛の親子が頼朝の政変を知らされた場所について、平家物語と同じ鎌倉時代の史論書愚管抄では切目王子ではなく、紀伊国二川（現、和歌山県有田郡有田川町二川）であったとするなど諸説あるが、戦勝したことに感謝した平重盛が、速玉大社境内へナギを手植えしたという内容はいずれも同じである。それとは別に、熊野三山造営奉行でもあった重盛が速玉大社社殿落成を記念して植えたという説もあるなど、このナギの神木は平重盛と由縁が深い。
また、平安時代末期から鎌倉時代初期にかけての公家・歌人として知られる藤原定家は、自らが熊野詣に出向いた際、熊野の「ナギ」についての和歌を詠み、その一首は自撰歌集『拾遺愚草』下巻に収録されている。
拾遺愚草の自筆本は京都市の冷泉家時雨亭文庫に所蔵され、2003年（平成15年）には国宝に指定されている。
樹齢1000年に近いと推定される熊野速玉神社（大社）のナギは、古くより熊野権現の象徴とされ、熊野三山の参拝にはナギの葉を懐に納めることが習わしであるといい、神札である「熊野牛王符」と「ナギ（梛）の葉」を授かることが、困難を伴う熊野詣を果たす大きな心の支えになっていたという。

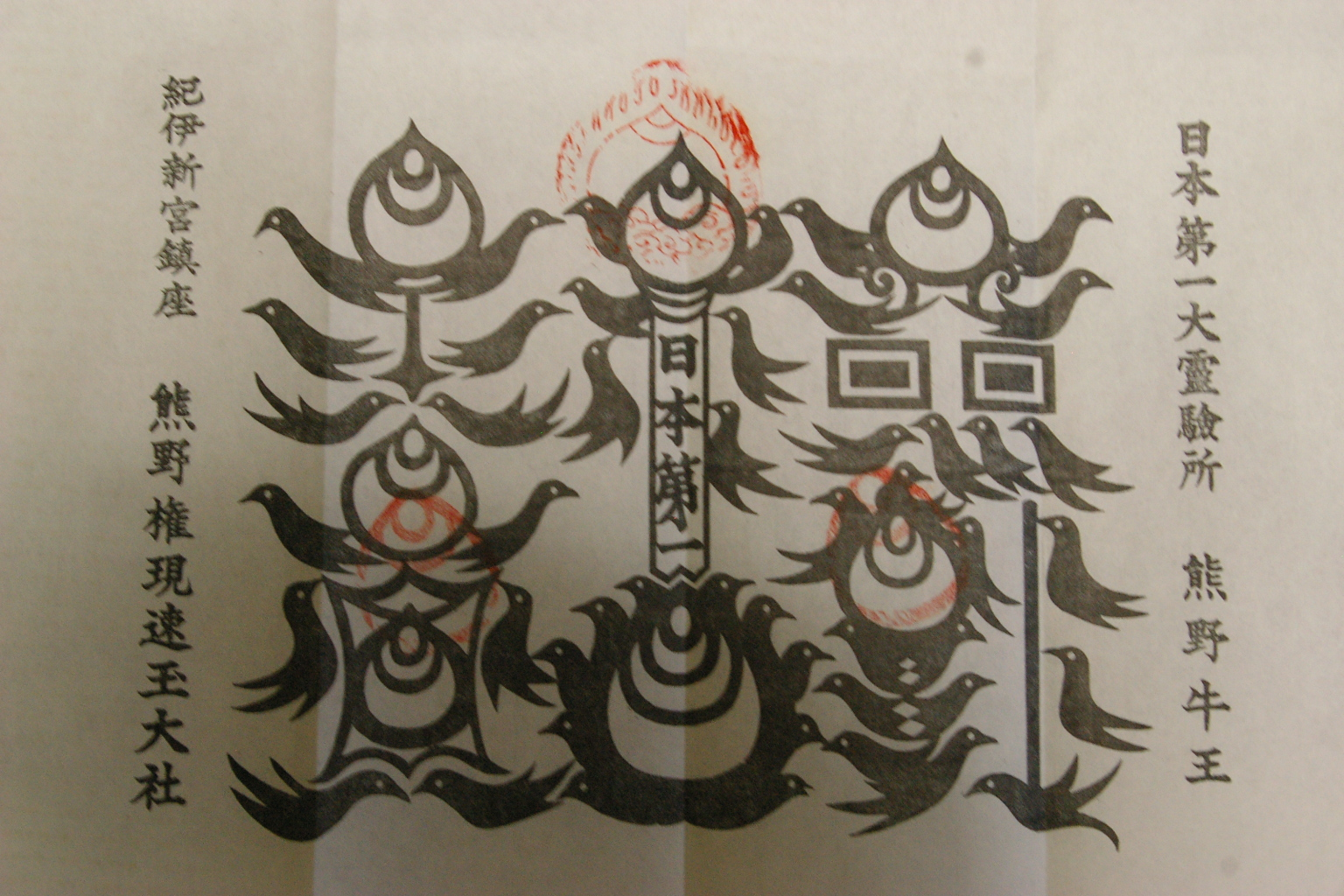
熊野速玉大社の熊野牛王符。
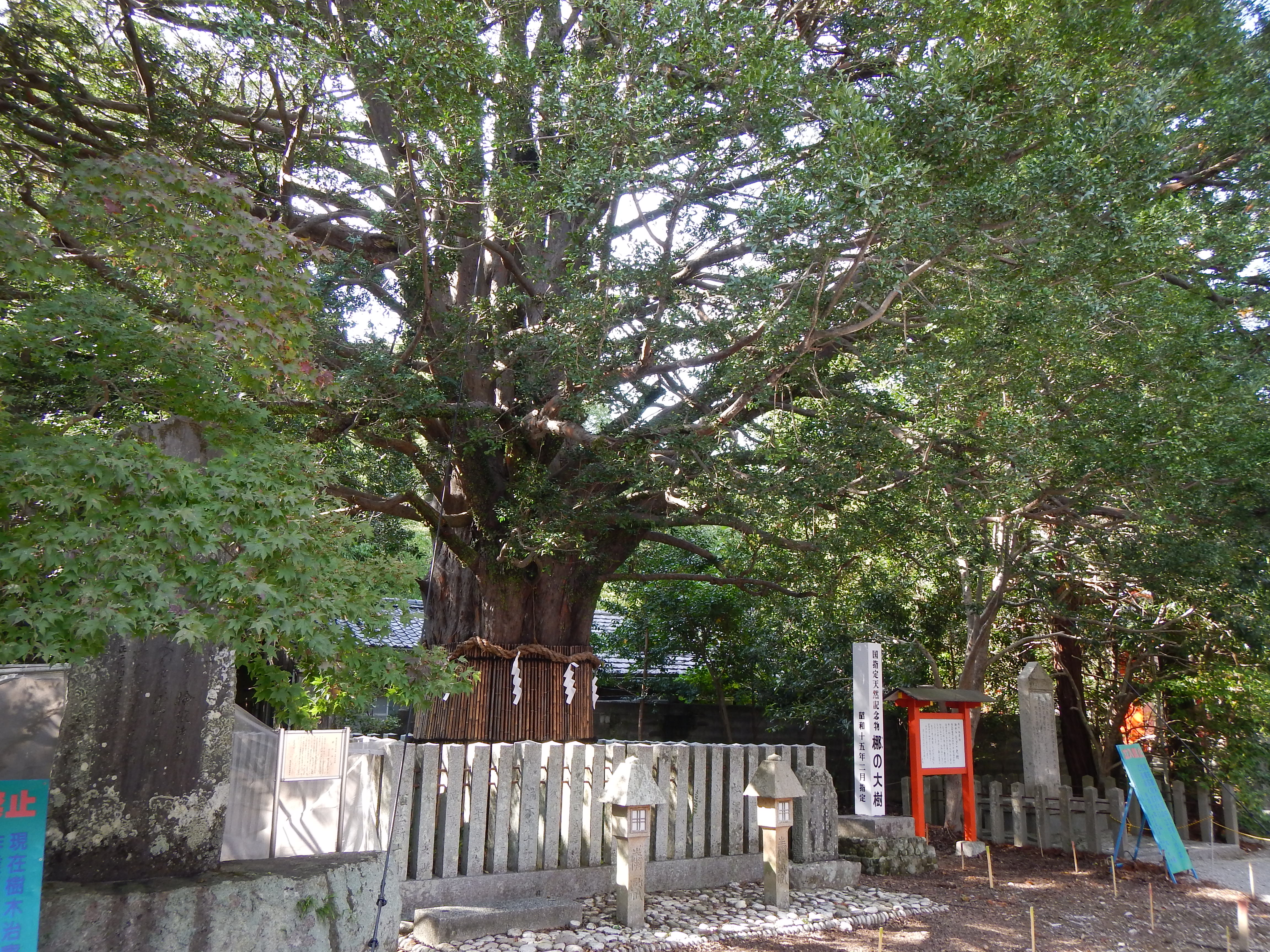
南東側より。
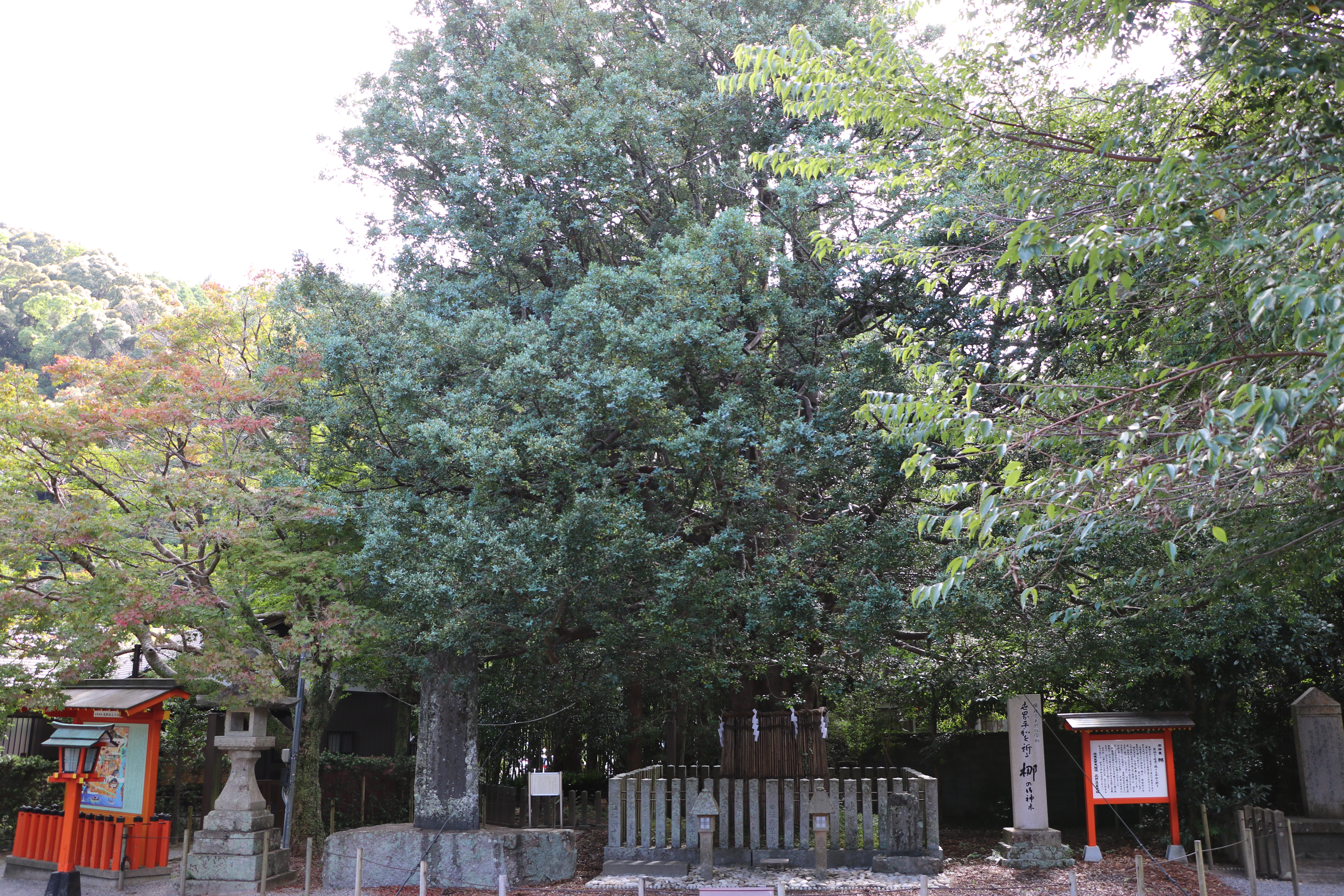
熊野神宝館の前より。

## 交通アクセス
所在地
- 和歌山県新宮市新宮1[6]。

交通
- JR西日本・JR東海 紀勢本線 新宮駅から車で約5分、徒歩約15分[15]。
- 熊野尾鷲道路熊野大泊インターチェンジより国道42号線経由、車で約40分[16]。
- 那智勝浦新宮道路新宮市三輪崎出入口より車で約20分[16]。